# Ріо-Люсіо (Нью-Мексико)
Ріо-Люсіо (англ. Rio Lucio) — переписна місцевість (CDP) в США, в окрузі Таос штату Нью-Мексико. Населення — 303 особи (2020).

## Географія
Ріо-Люсіо розташоване за координатами 36°11′32″ пн. ш. 105°43′12″ зх. д. / 36.19222° пн. ш. 105.72000° зх. д. (36.192177, -105.720033).  За даними Бюро перепису населення США в 2010 році переписна місцевість мала площу 2,72 км², уся площа — суходіл.

## Демографія
Згідно з переписом 2010 року, у переписній місцевості мешкало 389 осіб у 158 домогосподарствах у складі 113 родин. Густота населення становила 143 особи/км².  Було 192 помешкання (70/км²).
Расовий склад населення:
| - 65,8 % — білих - 1,3 % — корінних американців - 0,3 % — вихідців з тихоокеанських островів - 26,0 % — осіб інших рас |

До двох чи більше рас належало 6,7 %. Частка іспаномовних становила 94,6 % від усіх жителів.
За віковим діапазоном населення розподілялося таким чином: 22,4 % — особи молодші 18 років, 56,3 % — особи у віці 18—64 років, 21,3 % — особи у віці 65 років та старші. Медіана віку мешканця становила 44,3 року. На 100 осіб жіночої статі у переписній місцевості припадало 92,6 чоловіків;  на 100 жінок у віці від 18 років та старших — 94,8 чоловіків також старших 18 років.
Середній дохід на одне домашнє господарство  становив 50 472 долари США (медіана — 42 500), а середній дохід на одну сім'ю — 57 119 доларів (медіана — 58 906). За межею бідності перебувало 13,8 % осіб, у тому числі 8,6 % дітей у віці до 18 років та 17,4 % осіб у віці 65 років та старших.
Цивільне працевлаштоване населення становило 147 осіб. Основні галузі зайнятості: науковці, спеціалісти, менеджери — 23,1 %, освіта, охорона здоров'я та соціальна допомога — 19,7 %, публічна адміністрація — 19,0 %.